# アーチボルド・マクドナルド
アーチボルド・マクドナルド（Archibald McDonald, 1790年2月3日 - 1853年1月15日）は、スコットランド出身の毛皮商人。主にハドソン湾会社のメンバーとして、現在のカナダ各地(コロンビア・ディストリクトやレッドリバー植民地など)での商取引に携わった。また、日本初のネイティヴ英語教師ラナルド・マクドナルドの父でもある。

## 経歴

### 生い立ち
1790年にスコットランドのグレンコーで、借地人アンガス・マクドナルドとメアリー・ランキンの間に生まれる。時期は定かではないが、エディンバラ大学で医学の基礎を学んだとされる。

### ハドソン湾会社での活躍
アーチボルドはカナダ入植の際にハドソン湾会社で事務官や商取引責任者などの役職を与えられ、アメリカの商人と競争しながら、入植地の開発、ネイティブ・カナディアンとの交易に取り組んだ。主に活動した場所はトンプソン川地区やラングリー砦などで、特にラングリー砦では塩と鮭の取引を始めるなどして商才を発揮した。ちなみにラングリー砦には思い入れがあったらしく、去る時は多少の後悔があったらしいが、息子たちを学校に行かせるためにもやむなしだと考えていたらしい（「そろそろ小さい息子たちを学校に入れねば。彼らに神のご加護がありますように。私には5人もの息子がいて、皆将来有望なのだから。」とアーチボルド自身は書いている。）。

### 入植地運営における役割
ハドソン湾会社に入る前にも、アーチボルドは既にレッドリバー植民地での植民地経営に参加している。そこで彼は入植地運営者のマイルス・マクドネルを補佐するなどして、植民地の統治的側面においても重要な役割を担っていたとされる。また、レッドリバーを去った後も、フォート・ニスカリーやフォート・コルヴィルなどで開拓を進めており、アーチボルドの息子の一人ベンジャミン・マクドナルドによると、フォート・コルヴィルにいたときは開拓下の土地が一時期5000エーカーにもなったとされる。

### ネイティブ・カナディアンとの交流、息子ラナルドに与えた影響
アーチボルドは現地に住んでいたネイティブ・カナディアンたちとも交流があった。1823年にチヌーク族の部族長の娘であるプリンセス・レーヴァンと結婚する。しかし、レーヴァンは1824年に息子ラナルド・マクドナルドを生んで数か月で死亡した。その後、ラナルドはネイティブの血が混ざっていて肌の色が有色だったこともあり、日本人への関心を深めていくことになる。この点においてアーチボルドは、息子ラナルドの日本渡航のきっかけを作ったといえる。

### 晩年
1845年に自身の健康上の理由からフォート・コルヴィルから去り、1年の休暇を経て引退した。1853年にイギリスのセント・アンドルースで亡くなる。

### その他
アーチボルドは動物や植物の標本も熱心に作成していたらしく、付き合いがあった英国博物館にカナダから標本を送っていたという。また、多筆家でもあり先住民族に関する情報を多く含む日誌や書簡を遺している。

## 著作
- Narrative respecting the destruction of the Earl of Selkirk's settlement upon the Red River in 1815